# Жаргаланта (сельское поселение)
Се́льское поселе́ние «Жаргаланта́» (бур. Жаргалантын hомон) — муниципальное образование в Селенгинском районе Бурятии Российской Федерации. 
Административный центр и единственный населённый пункт — улус Жаргаланта.

## География
МО СП «Жаргаланта» расположено в северо-восточной части района. На северо-востоке граничит с МО СП «Нижнеубукунское», на юго-востоке — с МО СП «Сутой» и, небольшим участком, с Иволгинским районом Бурятии. На юго-западе и западе к поселению примыкает сельское поселение «Загустайское».
Земли МО СП «Жаргаланта» занимают среднее течение реки Убукун, предгорья Хамар-Дабана и северо-западные склоны Моностоя в средней части хребта.
По территории поселения проходят Кяхтинский тракт и южная ветка Восточно-Сибирской железной дороги Улан-Удэ — Наушки с двумя остановочными пунктами — Совхоз Тельман и 5751 км (Санаторий).

## Население
| 2002 | 2011 | 2012 | 2013 | 2014 | 2015 | 2016 |
| ---- | ---- | ---- | ---- | ---- | ---- | ---- |
| 856  | ↗936 | ↘923 | ↘920 | ↘904 | ↘900 | ↘894 |
| 2017 | 2018 | 2019 | 2020 | 2021 | 2023 | 2024 |
| ↘867 | ↘847 | ↘829 | ↘794 | ↘754 | ↘722 | ↘712 |